# Trofeo Mundial de Rugby Juvenil 2017
El Trofeo Mundial de Rugby Juvenil 2017 fue la décima edición del torneo que patrocina la World Rugby.
Uruguay organizó por primera vez la competición y fue la tercera vez en suelo sudamericano luego del 2008 y 2013 celebrados en Chile. El evento comenzó más tarde de lo habitual, los primeros partidos a disputados en el Estadio Charrúa de Montevideo se jugaron el 29 de agosto.

## Equipos participantes
| - Selección juvenil de rugby de Japón - Selección juvenil de rugby de Namibia (Young Welwitschias) - Selección juvenil de rugby de Canadá - Selección juvenil de rugby de Chile (Cóndores M20) | - Selección juvenil de rugby de Portugal (Lobinhos) - Selección juvenil de rugby de Fiyi (Baby Flying Fijians) - Selección juvenil de rugby de Uruguay (Teros M20) - Selección juvenil de rugby de Hong Kong (Dragons) |

## Grupo A

### Posiciones
| Pos. | Equipo  | Encuentros | Encuentros | Encuentros | Encuentros | Tantos  | Tantos    | Tantos     | Puntos Bonus | Puntos Totales |
| Pos. | Equipo  | jugados    | ganados    | empatados  | perdidos   | a favor | en contra | diferencia | Puntos Bonus | Puntos Totales |
| ---- | ------- | ---------- | ---------- | ---------- | ---------- | ------- | --------- | ---------- | ------------ | -------------- |
| 1    | Japón   | 3          | 3          | 0          | 0          | 111     | 47        | + 64       | 2            | 14             |
| 2    | Namibia | 3          | 2          | 0          | 1          | 77      | 68        | + 9        | 2            | 10             |
| 3    | Chile   | 3          | 1          | 0          | 2          | 86      | 89        | - 3        | 3            | 7              |
| 4    | Canadá  | 3          | 0          | 0          | 3          | 56      | 126       | - 70       | 1            | 1              |

Nota: Se otorgan 4 puntos al equipo que gane un partido y 2 al que empate
Puntos Bonus: 1 punto por convertir 4 tries o más en un partido y 1 al equipo que pierda por no más de 7 tantos de diferencia
|  | Juega por el 1º puesto |

|  | Juega por el 3º puesto |

|  | Juega por el 5º puesto |

|  | Juega por el 7º puesto |

### Resultados

#### Primera fecha
| 29 de agosto, 10:00 | Namibia | 31 - 16 | Canadá |  |  |
|                     |         | Reporte |        |  |  |

| 29 de agosto, 14:00 | Japón | 28 - 22 | Chile |  |  |
|                     |       | Reporte |       |  |  |

#### Segunda fecha
| 2 de setiembre, 12:00 | Namibia | 33 - 19 | Chile |  |  |
|                       |         | Reporte |       |  |  |

| 2 de setiembre, 14:00 | Japón | 50 - 12 | Canadá |  |  |
|                       |       | Reporte |        |  |  |

#### Tercera fecha
| 6 de setiembre, 10:00 | Chile | 45 - 28 | Canadá |  |  |
|                       |       | Reporte |        |  |  |

| 6 de setiembre, 16:00 | Japón | 33 - 13 | Namibia |  |  |
|                       |       | Reporte |         |  |  |

## Grupo B

### Posiciones
| Pos. | Equipo    | Encuentros | Encuentros | Encuentros | Encuentros | Tantos  | Tantos    | Tantos     | Puntos Bonus | Puntos Totales |
| Pos. | Equipo    | jugados    | ganados    | empatados  | perdidos   | a favor | en contra | diferencia | Puntos Bonus | Puntos Totales |
| ---- | --------- | ---------- | ---------- | ---------- | ---------- | ------- | --------- | ---------- | ------------ | -------------- |
| 1    | Portugal  | 3          | 3          | 0          | 0          | 67      | 55        | + 12       | 0            | 12             |
| 2    | Uruguay   | 3          | 2          | 0          | 1          | 118     | 33        | + 85       | 3            | 11             |
| 3    | Fiyi      | 3          | 1          | 0          | 2          | 42      | 57        | - 15       | 2            | 6              |
| 4    | Hong Kong | 3          | 0          | 0          | 3          | 41      | 123       | - 82       | 1            | 1              |

Nota: Se otorgan 4 puntos al equipo que gane un partido y 2 al que empate
Puntos Bonus: 1 punto por convertir 4 tries o más en un partido y 1 al equipo que pierda por no más de 7 tantos de diferencia
|  | Juega por el 1º puesto |

|  | Juega por el 3º puesto |

|  | Juega por el 5º puesto |

|  | Juega por el 7º puesto |

### Resultados

#### Primera fecha
| 29 de agosto | Portugal | 20 - 18 | Uruguay |  |  |
|              |          | Reporte |         |  |  |

| 29 de agosto | Fiyi | 26 - 7  | Hong Kong |  |  |
|              |      | Reporte |           |  |  |

#### Segunda fecha
| 2 de setiembre | Portugal | 31 - 24 | Hong Kong |  |  |
|                |          | Reporte |           |  |  |

| 2 de setiembre | Fiyi | 3 - 34  | Uruguay |  |  |
|                |      | Reporte |         |  |  |

#### Tercera fecha
| 6 de setiembre | Uruguay | 66 - 10 | Hong Kong |  |  |
|                |         | Reporte |           |  |  |

| 6 de setiembre | Fiyi | 13 - 16 | Portugal |  |  |
|                |      | Reporte |          |  |  |

## Finales

### 7º puesto
| 10 de setiembre, 10:00 | Canadá | 38 - 0  | Hong Kong |  |  |
|                        |        | Reporte |           |  |  |

### 5º puesto
| 10 de setiembre, 12:00 | Chile | 15 - 13 | Fiyi |  |  |
|                        |       | Reporte |      |  |  |

### 3º puesto
| 10 de setiembre, 14:00 | Namibia | 12 - 34 | Uruguay |  |  |
|                        |         | Reporte |         |  |  |

### 1º puesto
| 10 de setiembre, 16:00 | Japón | 14 - 3  | Portugal |  |  |
|                        |       | Reporte |          |  |  |

| Bandera de Japón |
| Campeón Japón    |
| Segundo título   |

## Posiciones finales
| Posición | Selección |
| -------- | --------- |
| 1        | Japón     |
| 2        | Portugal  |
| 3        | Uruguay   |
| 4        | Namibia   |
| 5        | Chile     |
| 6        | Fiyi      |
| 7        | Canadá    |
| 8        | Hong Kong |